# Lycoris
Lycoris là chi thực vật có hoa trong họ Amaryllidaceae.

## Các loài
Tại thời điểm tháng 4 năm 2015, World Checklist of Selected Plant Families công nhận 22 loài và 1 loài lai ghép:
1. Lycoris albiflora Koidz. (một số tác giả coi là loài lai ghép L. × albiflora): tỏi trời trắng. Giang Tô, Triều Tiên, Kyushu.
2. Lycoris anhuiensis Y.Xu & G.J.Fan. An Huy, Giang Tô.
3. Lycoris argentea Worsley. Myanmar.
4. Lycoris aurea (L'Hér.) Herb. (đồng nghĩa Nerine aurea): tỏi trời vàng. Trung Quốc, Nhật Bản (gồm cả quần đảo Lưu Cầu), Đông Dương, ĐÀi Loan.
5. Lycoris caldwellii Traub: Magic Lily. Giang Tô, Giang Tây, Chiết Giang.
6. Lycoris chinensis Traub: Yellow Surprise Lily. Hà Nam, Giang Tô, Thiểm Tây, Tứ Xuyên, Chiết Giang, Triều Tiên.
7. Lycoris flavescens M.Kim & S.Lee. Triều Tiên.
8. Lycoris guangxiensis Y.Xu & G.J.Fan. Quảng Tây.
9. Lycoris haywardii Traub. Nhật Bản.
10. Lycoris houdyshelii Traub. Giang Tô, Chiết Giang.
11. Lycoris incarnata Comes ex Sprenger: Peppermint Surprise Lily. Hồ Bắc, Vân Nam.
12. Lycoris josephinae Traub. Tứ Xuyên.
13. Lycoris koreana Nakai. Triều Tiên, Nhật Bản.
14. Lycoris longituba Y.C.Hsu & G.J.Fan: Long Tube Surprise Lily. Giang Tô.
15. Lycoris radiata (L'Hér.) Herb.: Tỏi trời tỏa. Trung Quốc, Triều Tiên, Nhật Bản, quần đảo Matsu, Nepal; tự nhiên hóa tại Seychelles và một số ơi rải rác khắp Hoa Kỳ.
16. Lycoris rosea Traub & Moldenke. Giang Tô, Chiết Giang.
17. Lycoris sanguinea Maxim.: Orange Spider Lily. Nhật Bản.
18. Lycoris shaanxiensis Y.Xu & Z.B.Hu. Tứ Xuyên, Thiểm Tây.
19. Lycoris sprengeri Comes ex Baker: Tie Dye Surprise Lily. An Huy, Hồ Bắc, Giang Tô, Chiết Giang, quần đảo Matsu.
20. Lycoris squamigera Maxim.: Naked Lady, Surprise Lily, Magic Lily, Resurrection Lily. Giang Tô, Sơn Đông, Chiết Giang, Nhật Bản, Triều Tiên; tự nhiên hóa tại Ohio, Tennessee.
21. Lycoris straminea Lindl.. Giang Tô, Chiết Giang.
22. Lycoris uydoensis M.Kim. Triều Tiên.

### Chuyển đi
Trước đây xếp trong chi này, nhưng hiện nay xếp trong các chi khác như Griffinia và Ungernia).
- Lycoris hyacinthina (Ker Gawl.) Herb. = Griffinia hyacinthina (Ker Gawl.) Ker Gawl.
- Lycoris radiata Miq. = Ungernia trisphaera Bunge
- Lycoris severzowii Regel = Ungernia severzowii (Regel) B.Fedtsch.

### Lai ghép
Các loài lai ghép bao gồm
- Lycoris × chejuensis K.H.Tae & S.C.Ko - Triều Tiên.

## Hình ảnh

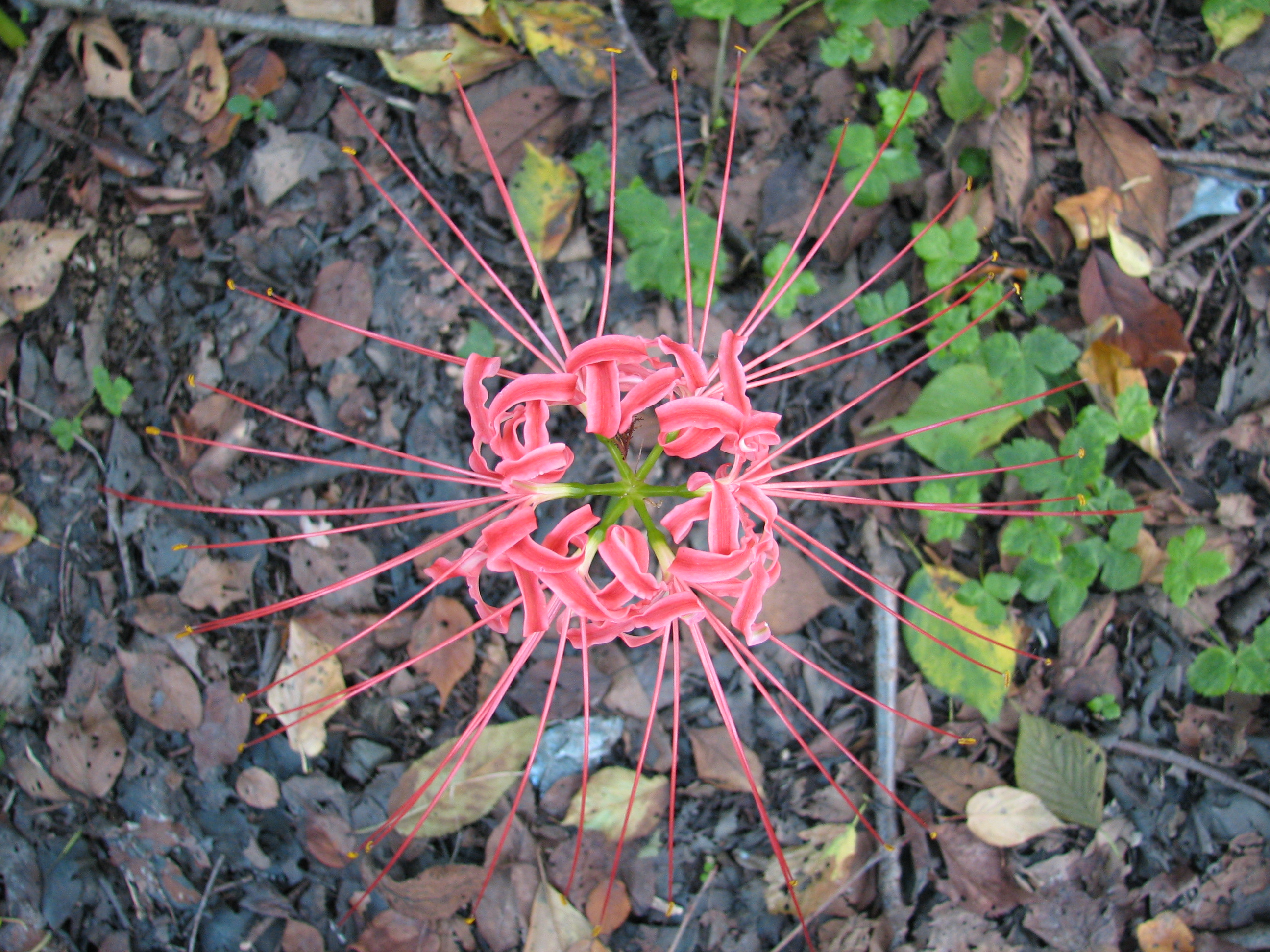
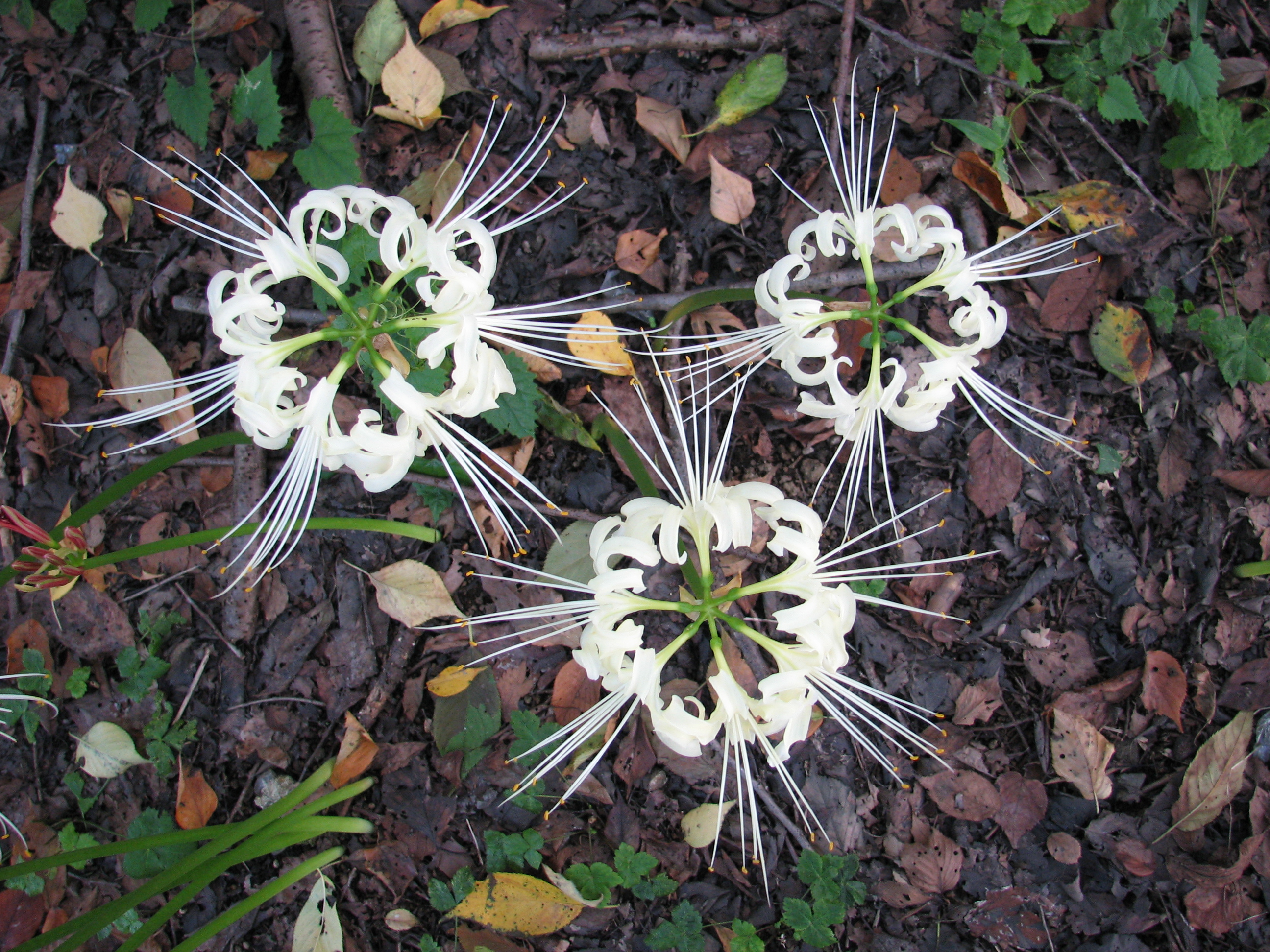
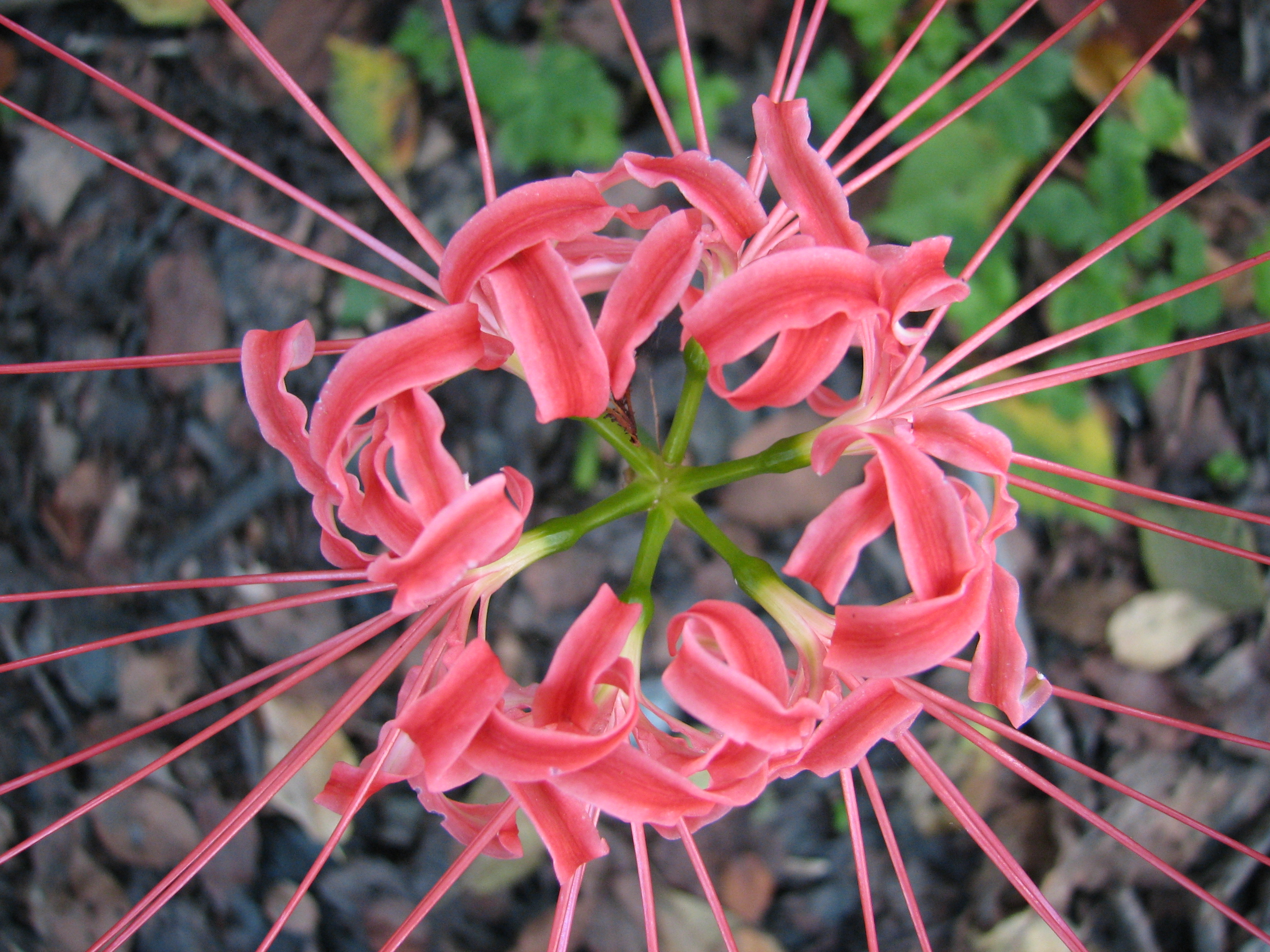
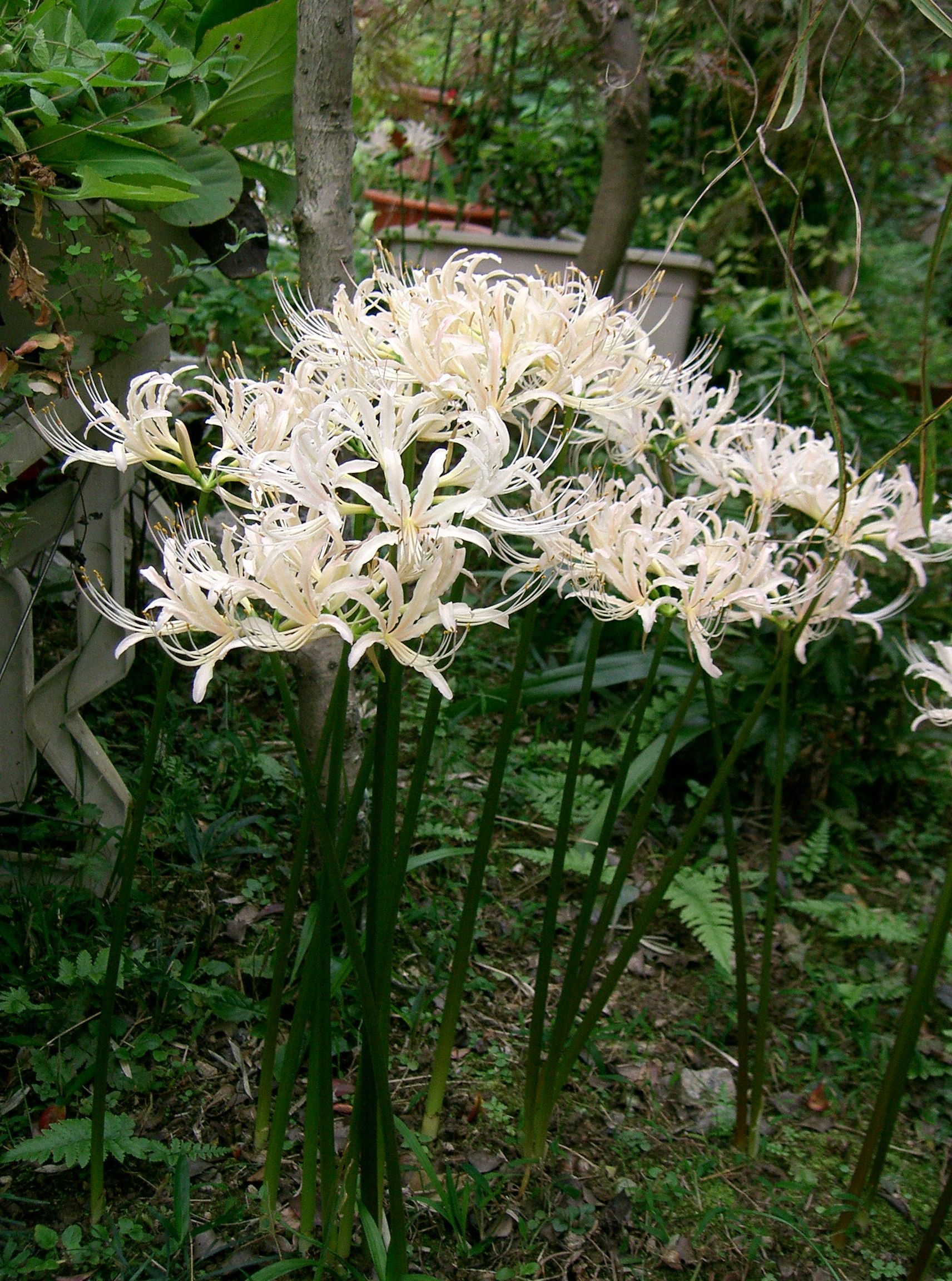